# 愛知県道107号中川中村線
愛知県道107号中川中村線（あいちけんどう107ごう なかがわなかむらせん）は、愛知県名古屋市中川区から同県同市中村区に至る一般県道である。

## 概要
起点付近の2km弱のみが単独区間で、他は愛知県道29号弥富名古屋線（八熊通）や名古屋市道江川線と重複している。

### 路線データ
- 起点：愛知県名古屋市中川区高杉町
- 終点：愛知県名古屋市中村区名駅

## 沿革
- 1959年（昭和34年）12月15日認定

## 通過する自治体
- 愛知県
  - 名古屋市（中川区 - 中村区）

## 接続する道路
- 国道1号（高杉東交差点）
- 愛知県道190号名古屋一宮線（野田1丁目交差点）
- 愛知県道29号弥富名古屋線（八熊通）（野田1丁目交差点・八熊通交差点間で重複）
- 名古屋市道名古屋環状線（松葉公園交差点）
- 名古屋市道江川線（八熊通交差点・終点間で重複）
- 名古屋市道山王線（山王通）（山王橋交差点）
- 大須通（水主町交差点）
- 若宮大通（名駅南3丁目交差点）
- 愛知県道60号名古屋長久手線（広小路通）（柳橋交差点）

## 別名
- 甚兵衛通（名古屋市港区、中川区）
- 八熊通（名古屋市中川区）
- 江川線（名古屋市中川区、中村区）

## 沿線
- 名古屋共立病院
- 中郷住宅